# Pavel Zaytsev
Pour les articles homonymes, voir Zaïtsev.
Pavel Vladimirovitch Zaytsev (en russe : Павел Владимирович Зайцев) est un joueur russe de volley-ball né le 11 janvier 1979 à Moscou (alors en URSS). Il mesure 1,95 m et joue passeur. Il est international russe.

## Clubs
| Club                    | De        | À         |
| ----------------------- | --------- | --------- |
| MGTU Moscou             | 1996-1997 | 2003-2004 |
| Dynamo Moscou           | 2004-2005 | 2005-2006 |
| NOVA Novokouïbychevsk   | 2006-2007 | 2006-2007 |
| Zenit Kazan             | 2007-2008 | 2008-2009 |
| Fakel Novy Ourengoï     | 2009-2010 | 2009-2010 |
| Dynamo Moscou           | 2010-2011 | 2010-2011 |
| Iaroslavitch Iaroslavl  | 2011-2012 | 2012-2013 |
| Oural Oufa              | 2013-2014 | 2014-2015 |
| Gazprom-Iourga Sourgout | 2015-2016 | 2015-2016 |
| NOVA Novokouïbychevsk   | 2016-2017 | 2016-2017 |
| Neftyanik Orenbourg     | 2017-2018 | 2017-2018 |
| Ienisseï Krasnoïarsk    | 2017-2018 | 2017-2018 |

## Palmarès
- Ligue des champions (1)
  - Vainqueur : 2008
- Championnat de Russie (3)
  - Vainqueur : 2001, 2006, 2009
  - Finaliste : 2002, 2005, 2011
- Coupe de Russie (2)
  - Vainqueur : 2006, 2009